# Atom and His Package
Gli Atom and His Package sono un gruppo punk rock statunitense formato da un solo membro, Adam Goren.

## Album
- 1997 - The First CD (Bloodlink Records)
- 1997 - A Society of People Named Elihu (The Mountain Cooperative)
- 1998 - Behold, I Shall Do A New Thing EP (Vital Music Mailorder)
- 1998 - Gun Court EP
- 1998 - Atom And His Rockage EP
- 1999 - Making Love (No Idea Records)
- 2000 - Shopping Spree EP (con Har Mar Superstar) (Sub City)
- 2001 - Redefining Music (Hopeless Records)
- 2002 - Hamburgers EP (File 13)
- 2003 - Attention! Blah Blah Blah (Hopeless Records)
- 2004 - Hair: Debatable (Hopeless Records)
- 2001 - Mountain Goats tribute EP limitata a 500 copie

Making Love è stato ristampato nel 2005. Adam Goren continua a lavorare con il gruppo Armalite, nonostante mantenga un sito internet sotto il nome Atom.

## Curiosità
- È una delle band preferite da Seth Cohen, personaggio del telefilm The O.C.